# Lycosa septembris
Lycosa septembris este o specie de păianjeni din genul Lycosa, familia Lycosidae. A fost descrisă pentru prima dată de Strand, 1906.
Este endemică în Etiopia. Conform Catalogue of Life specia Lycosa septembris nu are subspecii cunoscute.